# Christian Pedersen Horrebow
Christian Pedersen Horrebow (* 15. April 1718 in Kopenhagen; † 19. September 1776) war ein dänischer Astronom und Sonnenforscher des 18. Jahrhunderts. Er war ein Sohn von Peder Nielsen Horrebow, dem er als Direktor des Observatoriums der Universität Kopenhagen nachfolgte, welches damals im Rundetårn beheimatet war. 1768/69 amtierte er als Rektor der Universität.
Neith, ein vermeintlicher Mond der Venus, wurde von Christian Horrebow gesichtet, als er den Durchgang dieses Planeten von 1766 bis 1768 studierte. Außerdem entdeckte er die Periodizität der Sonnenflecken.
Er heiratete am 25. Oktober 1754 die  Anna Barbara Long Horn (1735–1812).